# Gölen (Krogsereds socken, Halland, 633044-133005)
Gölen är en sjö i Falkenbergs kommun i Halland och ingår i Ätrans huvudavrinningsområde.